# Club Deportivo Zamora
Il Club Deportivo Zamora è stata una squadra messicana di calcio con sede a Zamora de Hidalgo (Michoacán). 

## Storia
Il club venne fondato il 26 dicembre 1950 ed iscritto nella Segunda División. Nella stagione 1954-1955 la squadra ottenne la promozione in massima serie grazie alla vittoria dei playoff.
Il primo campionato del Zamora nella massima serie si concluse al quattordicesimo ed ultimo posto, con la conseguente retrocessione. Il ritorno in massima serie avvenne già l'anno seguente, grazie alla vittoria della serie cadetta. Nella stagione 1957-1958 ottenne il suo miglior piazzamento nella storia, un settimo posto in campionato. La squadra retrocesse in cadetteria al termine della Primera División 1959-1960.
Dopo aver sfiorato la promozione nella stagione 1971-1972, la dirigenza dello Zamora richiese la retrocessione in terza serie al termine della Segunda División 1973-1974.
Torna in cadetteria grazie alla vittoria della Tercera División 1977-1978. Nella stagione 1982-1983 lo Zamora sfiora la promozione in massima serie, perdendo la finale playoff contro il Curtidores. La squadra retrocesse in terza serie al termine del campionato 1984-1985 e scese ulteriormente di categoria nella stagione 1987-1988. Dopo la stagione 1988-1989 la squadra venne sostituita dal Cachorros Zamora, squadra nata dal trasferimento dei Cachorros Guaymas a Zamora de Hidalgo.

## Palmarès

### Competizioni nazionali
- Segunda División: 1

1956-1957
- Tercera División: 1

1977-1978